# Huntingdon
Huntingdon er en by i Huntingdonshire-distriktet, Cambridgeshire, England, med et indbyggertal (pr. 2016) på 25.629. Byen ligger 91 km fra London. Den nævnes i Domesday Book fra 1086, hvor den kaldes Huntedone/Huntedun.